# Colin Morison
Colin Morison (Deskfor, 16 dicembre 1734 – Roma, 2 maggio 1809) è stato un mercante d'arte, antiquario e collezionista scozzese, attivo soprattutto a Roma.

## Biografia
Morison, nativo di Deskfor, nel Banffshire, studiò al King's College di Aberdeen; giunse a Roma nel 1754 o al più tardi nel 1755 con il finanziamento di lord Findlater, al fine di perfezionarsi nel campo della scultura e soprattutto della pittura. Egli entrò così nello studio di Anton Raphael Mengs. A questi anni risale l'Andromaca offre un sacrificio all'ombra di Ettore già a Cullen House, sua unica opera nota. Poco dopo Morison si ferì in un incidente di caccia e rimase quasi cieco. Da allora si dedicò ad altre attività connesse all'arte, la guida turistica e il mercato, trovandosi così in concorrenza con Gavin Hamilton, Thomas Jenkins e James Byres e allo stesso tempo diventando un punto di riferimento per la colonia artistica britannica. A Roma Morison abitava in via San Sebastianello, vicino a Piazza di Spagna: nel 1809, al momento della morte, venne compilato un inventario dei quadri. Subito dopo l'inventario i quadri, per testamento destinati al Royal College di Aberdeen, vennero requisiti dal Governo Francese.